# Jeneverbesrandwants
De jeneverbesrandwants (Gonocerus juniperi) is een wants uit de familie van de randwantsen (Coreidae).

## Uiterlijk
De jeneverbesrandwants is geel- tot roodbruin met een donkere tekening. Aan de zijkant van het abdomen loopt een lichte streep. De zijrand van het halsschild is zwartig. Het eind van het tweede en derde segment van de roodbruine antenne is donkerbruin. De verbrede rand van het abdomen (connexivum) is geelzwart gevlekt. Hij heeft dezelfde slanke vorm als de smalle randwants (Gonocerus acuteangulatus).
De lengte is 11 - 13 mm.

## Verspreiding en habitat
De soort wordt aangetroffen in Midden Europa, vooral in het Middellandse Zeegebied. In Nederland is het een heel zeldzame wants. Hij heeft een voorkeur voor zonnige plaatsen, waar de voedselplanten voorkomen.

## Leefwijze
De jeneverbesrandwants heeft Juniperus, Levensboom (Thuja) en Chamaecyparis als voedselplant. Hij is vooral op de vruchten te vinden. De volwassen wants overwintert. In juli verschijnt de nieuwe generatie volwassen wantsen.